# The Tuxedo
The Tuxedo är en actionkomedifilm från 2002 i regi av Kevin Donovan, med Jackie Chan i huvudrollen.

## Handling
Jimmy Tong (Jackie Chan) är chaufför åt miljonären Clark Devlin (Jason Isaacs), tills den dag Devlin råkar ut för en olycka och hamnar på sjukhus. Tong ska hämta chefens saker och råkar få på sig hans smoking, som visar sig vara ett högteknologiskt hjälpmedel. Han får som uppdrag att slutföra operation "Vattenlöparen". Till sin hjälp får TongDel Blain (Jennifer Love Hewitt).

## Rollista (urval)
- Jackie Chan - Jimmy Tong
- Jennifer Love Hewitt - Del Blaine
- Jason Isaacs - Clark Devlin
- Debi Mazar - Steena
- Ritchie Coster - Dietrich Banning
- Peter Stormare - Dr. Simms
- Mia Cottet - Cheryl
- Romany Malco - Mitch